# Bom Jardim (ort i Brasilien, Pernambuco, Bom Jardim)
Bom Jardim är en ort i Brasilien.   Den ligger i kommunen Bom Jardim och delstaten Pernambuco, i den östra delen av landet, 1 600 km nordost om huvudstaden Brasília. Bom Jardim ligger 306 meter över havet och antalet invånare är 13 523.
Terrängen runt Bom Jardim är platt åt nordväst, men åt sydost är den kuperad. Närmaste större samhälle är Limoeiro, 17,4 km sydost om Bom Jardim.
Omgivningarna runt Bom Jardim är en mosaik av jordbruksmark och naturlig växtlighet. Runt Bom Jardim är det ganska tätbefolkat, med 192 invånare per kvadratkilometer.